# Johnny Brown
Johnny Brown (11 de junho de 1937 - 2 de março de 2022) foi um ator e cantor americano. Ele era mais famoso por seu papel como superintendente de construção Nathan Bookman na sitcom da CBS dos anos 1970, Good Times. Brown retratou Bookman até que a série foi cancelada em 1979.
Brown fez aparições em The Flip Wilson Show, The Jeffersons,  Family Matters, Sister, Sister, The Jamie Foxx Show, The Wayans Bros e Martin. Ele teve um papel recorrente na construção do super Nathan Bookman na série de TV dos anos 1970, Good Times. Em 1999, Brown apareceu em dois episódios do seriado infantojuvenil Kenan & Kel, da Nickelodeon, como tio Louie. Ele teve um pequeno papel no filme de 1970 The Out-of-Towners, estrelado por Jack Lemmon e Sandy Dennis como garçom em um vagão-restaurante. Brown foi para a escola com Walter Dean Myers quando ele morava no Harlem, na cidade de Nova York quando menino.
Brown morreu em Los Angeles em 2 de março de 2022, aos 84 anos. Ele desmaiou logo após sair de uma consulta médica para seu marca-passo e foi declarado morto quando levado ao hospital.